# Jorge Robledo (conquistador)
Jorge Robledo (Úbeda, Jaén, Espanha, c. 1500 — La Merced, Caldas, Colômbia, 5 de outubro de 1546) foi um militar e conquistador espanhol de origem andaluza.
Jorge Robledo era de família nobre, porém pobre, recebeu a educação apropriada para fidalgos sem fortuna, destinados a servir nos exércitos reais. Figura na história da Colômbia como o "Conquistador de Antioquia".

## Biografia
De origem nobre, nasceu em Úbeda, província espanhola de Jaén, em um dos primeiros anos do  século XVI. Foi capitão das Guerras Italianas (1521–1526), na batalha entre Francisco I e Carlos V, das quais os castelhanos saíram vitoriosos. Seu papel na conquista do Novo Mundo não se limita a região paisa colombiana. Seu nome também está incluído entre os descobridores da Nova Galiza, a conquista da Guatemala, a batalha de Cajamarca, no Peru, e é possível que tenha integrado o exército de Sebastián de Belalcázar em busca de Eldorado.[carece de fontes?]
Esteve presente na fundação das cidades de Cáli e Popayán e desta última foi um dos primeiros prefeitos.
Só são encontradas referências claras sobre Jorge Robledo a partir do momento que ele ajudou Francisco Pizarro, quando este se preparava para sair para Cajamarca, Peru. Ele participou com o exército de Sebastián de Belalcázar na conquista do Peru, onde ele passou ao sul da atual Colômbia e Cáli. Lá, o governador Lorenzo de Aldana deu a ordem para explorar a província de Anserma. Fundou, em 1539, no Vale do Umbra, em uma colina, a cidade de Santa Ana de los Caballeros, mais tarde chamada Anserma.
Lutou contra os índios pozos, cujo cacique Pirameque saiu ferido. Após a vitória, seguiu até Pácora (atual departamento de Caldas), onde lutou contra os paucuras e seu cacique Pimaná. Dalí passou a Santiago de Arma, onde superou a forte resistência dos índios em guerra, eles e suas bandeiras, adornadas com peças de ouro. Robledo levava cães farejadores em suas incursões[carece de fontes?], o que o tornava mais assustador. Ele chegou em Quimbaya com Suer de Nava, e em 9 de agosto de 1540 fundou San Jorge de Cartago.

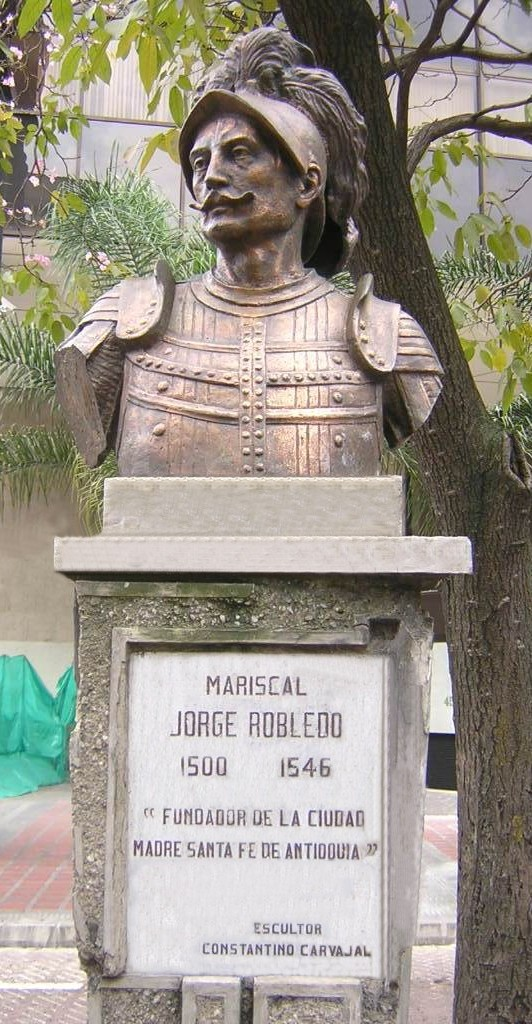
Busto de Jorge Robledo em Medellín

Como governador de Popayan, Robledo viajou até Cali para reconhecer Belalcázar como governador de Cali. De Cartago, Robledo foi para Pácora e depois para Santiago de Arma.
Em 1540 ele fez sua primeira expedição ao território hoje conhecido como região paisa, povoamento que chamaram "El Pueblo de la Pascua", atualmente Damasco. Ele então passou ao vale — chamado de Aburrá pelos índios e San Bartolomé pelos conquistadores, hoje Medellín — que havia sido descoberto pelo capitão Jerónimo Luis Tejelo, que, acompanhado por alguns homens, havia se separado de Robledo, seguindo sua ordem.
Em 1541 fundou a Villa de Santa Fe, que anos mais tarde viria a ser transferida para o local atual com o nome de Santa Fe de Antioquia.
Em 1542 ele partiu de Santa Fe de Antioquia até o rio Atrato e seguiu seu curso com a intenção de embarcar para a Espanha por San Sebastián de Urabá. Quando ele chegou à costa de Urabá, Pedro de Heredia o acusou de usurpar os seus direitos e o prendeu, tomou suas posses e o enviou para a Espanha sob processo. Robledo foi absolvido das acusações de usurpação de jurisdição e o processo foi arquivado. Ele foi recompensado com o título de Marechal. Robledo voltou a Cartagena com sua esposa María de Carvajal, e em 1546 foi para Antioquia, onde pretendia estabelecer-se como o governador das terras que ele tinha encontrado anos antes. Chegando lá ele capturou o representante de Belalcázar e assumiu o governo.

Armas do marechal Jorge Robledo.

Tentou fazer o mesmo em sua viagem a Arma, Cartago, Anserma e com o próprio Belalcázar, que se encontrava em Cali, mas sem sucesso. Através de carta e do mandato do visitador Miguel Díaz de Armendáriz, o emissário do marechal Robledo entregou ao governador de Popayan uma carta com ordens para que Belalcázar não deixasse a cidade de Cali e reconhecesse a autoridade de Robledo em Antioquia, ordens que ele recusou.
Esse confronto teve seus altos e baixos, pois Robledo reconheceu seus erros e pediu paz; no entanto, Belalcázar o atacou, em 1546 condenou-o a morte, e ele foi decapitado com Álvaro de Oyón. De acordo com Pedro Cieza de León, os corpos foram enterrados e a cabeça de Robledo foi exposta como uma zombaria.

## Nota e referências
1. ↑  La Ciudad: Medellín en el 5. cincuentenario de su fundación : pasado-presente-futuro (em espanhol). [S.l.]: ITM. 1925. p. 11. 349 páginas. ISBN 9589728383. Consultado em 21 de agosto de 2015
2. 1 2 3  «CARTAGO» (em espanhol). Consultado em 21 de agosto de 2015
3. ↑  «HISTORIA» (em espanhol). Capital Nacional de Laseda. Consultado em 21 de agosto de 2015
4. ↑  Lucas Fernández de Piedrahita (1688). Historia general de las conqvistas del Nvevo Reyno de Granada... (em espanhol). [S.l.]: J.B. Verdussen. Consultado em 21 de agosto de 2015
5. 1 2  María del Carmen Gómez Pérez (1984). Pedro de Heredia y Cartagena de Indias (em espanhol). [S.l.]: Editorial CSIC - CSIC Press. p. 120. 460 páginas. ISBN 9788400059149. Consultado em 21 de agosto de 2015
6. ↑  Camilo Botero Guerra (2004). Anuario estadístico, ensayo de estadística general del departamento de Antioquia en 1888 (em espanhol). [S.l.]: ITM. p. 29. 496 páginas. ISBN 9589677762. Consultado em 21 de agosto de 2015
7. ↑  Angela Chantre Astaãza (2010). PopayÃn, ciudad cultural. caso de marketing de ciudades: una estrategia de marketing para el desarrollo turÃstico de la ciudad de PopayÃN. (em espanhol). [S.l.]: Lulu. ISBN 0557316278. Consultado em 21 de agosto de 2015
8. ↑  Pedro de Cieza de León (1976).  Victor Wolfgang Von Hagen, ed. The Incas of Pedro de Cieza de León (em inglês). [S.l.]: University of Oklahoma Press. 399 páginas

- Este artigo foi inicialmente traduzido, total ou parcialmente, do artigo da Wikipédia em castelhano cujo título é «Jorge Robledo (conquistador)», especificamente desta versão.